# Vivi Schou
Vivi Schou (født 26. april 1960) er en dansk kok.

## Baggrund og karriere
Vivi Schou blev udlært som tjener i restaurant Kong Hans Kælder i 1983. Hun blev kokkeuddannet i 1983 hos Roy Hurtigkarl på Restaurant Gastronomique og hos Erwin Lauterbach på Restaurant Saison.
I 1991 åbnede hun Restaurant Babette i Vordingborg sammen med sin mand Henrik Pedersen. Restauranten nåede at blive udnævnt til Årets restaurant i både 1998 og i 2017, inden den lukkede i 2019.
Hun modtog Det Danske Gastronomiske Akademis hædersdiplom i 1999, Ejler Jørgensen Fondens pris i 2006, og som den første kvinde Champagneprisen i 2010.